# Besim Korkut
Besim Korkut (Travnik, 25. lipnja 1904. – Sarajevo, 2. studenog 1975.), bosanskohercegovački je orijentalist albanskog podrijetla. Autor je najpopularnijeg prijevoda Kurana na bosanski jezik. Sin je naibu-reisa Ahmeda Muniba i brat Derviša Korkuta.

## Životopis
Besim Korkut je najvjerojatnije rođen u Travniku, iako neki izvori navode Sarajevo kao mjesto njegovog rođenja. Ruždiju je pohađao u Travniku, a Okružnu medresu u Sarajevu. Od 1920. do 1925. godine učio je u Šerijatskoj sudačkoj školi i kada je završio 1925. godine odlazi u Kairo te nastavlja studije na Sveučilištu Al-Azhar. Diplomirao je 1931. godine i po povratku u Sarajevo postavljen je iste godine za nastavnika u Šerijatskoj sudačkoj školi. U ovoj školi predavao je arapski jezik, stilistiku, šerijatsko pravo, akaid i povijest islama. Kao nastavnik Šerijatske sudačke škole predavao je jedno vrijeme i vjeronauku u Muškoj gimnaziji u Sarajevu. Kada je otvorena Viša islamska šerijatsko-teološka škola u Sarajevu, a Šerijatska sudačka prestala s radom (lipnja 1937.) Korkut je premješten u Šerijatsku gimnaziju i odmah dodijeljen na rad u gimnaziju u Mostaru za profesora-vjeroučitelja. 
U Mostaru ostaje do 1940. godine, kada se ponovo vraća u Sarajevo na Šerijatsku gimnaziju, gdje ostaje do kraja 1944. godine. U isto vrijeme je honorarno predavao povijest islama u Višoj islamskoj šerijatsko-teološkoj školi. Poslije oslobođenja 1945. godine radi u Ministarstvu prosvjete Narodne vlade Bosne i Hercegovine i Komitetu za visoko školstvo i naučne ustanove (od 1947 do 1950). Uskoro po osnivanju Orijentalnog instituta Korkut prelazi na rad u Institut i tu ostaje do odlaska u mirovinu, 1969. godine. Umirovljen je u svojstvu znanstvenog suradnika ovog Instituta.
Jedno vrijeme predavao je honorarno na Katedri za orijentalistiku Filozofskog fakulteta u Sarajevu. Isticao se kao pristupačan i stručan predavač i pedagog. Pisao je u mnogim bosanskohercegovačkim listovima i časopisima, kao što je Novi behar, Gajret, Glasnik VIS-a, a svoje radove je potpisivao punim imenom i prezimenom. Kao kruna znanstvenog i prevodilačkog rada Besima Korkuta našao se svakako njegov kompletan prijevod Kurana na bošnjački jezik, na kojem je on radio više od jednog desetljeća.

## Prijevod Kurana
Besim Korkut je na prevođenju Kurana na bošnjački jezik radio je više od desetljeća. Prevodio je Kuran s originalnog arapskog jezika. Međutim, nije dočekao njegovo objavljivanje, koje je tiskano dvije godine nakon njegove smrti, 1977. godine, prvo u izdanju Orijentalnog instituta u Sarajevu, a potom i u izdanju Starješinstva Islamske zajednice Bosne i Hercegovine, Hrvatske i Slovenije u Sarajevu. Ovaj prijevod zasigurno će postati najčitaniji i najbolje ocijenjen prijevod Kurana na bošnjačkom jeziku. Predstavlja veliki doprinos bosanskohercegovačkoj islamistici kao i znanosti uopće. Prijevod je doživio mnoga izdanja. Neka od njih su i džepnog izdanja.
O Korkutovom prijevodu Danijel Bučan kaže: 
Sulejman Grozdanić o ovom je prijevodu rekao: 
Korkutov prijevod nije izbjegao opasnost da podlegne određenom pristupu tekstu Kurana, već je bio pod snažnim utjecajem Mahmuda Al-Zamakhsharija i njegovog tefsirskog djela Al-Kashshaaf. Čak su mnogi dijelovi koji sadrže osnovna učenja Kurana prevođeni u skladu s Al-Zamakhsharijem mutezilizmom.

## Djela

### Autor
- Historija islama: udžbenik islamske vjeronauke za VII razred srednjih škola (Sarajevo, 1935)
- Kratak pregled povijesti Islama (Sarajevo, 1935)
- Gramatika arapskog jezika: za I i II razred klasične gimnazije (Sarajevo, 1952)
- Arapski dokumenti u Državnom arhivu u Dubrovniku (Kairo, 2008)

### Prevoditelj
- Kelila i Dimna: stare indiske pripovijetke (Sarajevo, 1953)
- Šeherzada priča (Sarajevo, 1955)
- Arapske šaljive pripovijetke i basne (Sarajevo, 1955)
- Priča o Ali Hodžinim maslinkama Abukir Ahmed i Vila Peri = Bajke iz "1001 noć (Beograd, 1955)
- Indiske basne (Sarajevo, 1957)
- Bajke iz 1001 noći (Beograd, 1959)
- Arabljanske ljubavne priče (Sarajevo, 1960)
- Stare arapske pripovetke (Sarajevo, 1960)
- Kur'an s prevodom (Sarajevo, 1977)
- Kur'an: prijevod 30. džuz: Amme džuz (Sarajevo, 1986)

## Vanjske povezice
- Besim Korkut: Biografija najpoznatijeg prevodioca Kur'ana na bosanski jezik